# MKS Arka Gdynia
Az MKS Arka Gdynia egy lengyel labdarúgócsapat, melynek székhelye Gdynia. A klubot 1929-ben alapították Klub Sportowy Gdynia néven. 1939 és 1945 között felfüggesztették a csapat tevékenységét a német megszállás miatt. A csapat hazai stadionja, a Stadion GOSiR, amely 15 139 főt képes befogadni.

## Történelem
A klub több névváltoztatáson, fúzión és megszűnésen is túlesett az alapítása óta. Az első évtizedeket az alsóbb ligákban töltötték, és csak 1974-ben sikerült feljutniuk az első osztályba, ahonnan aztán azonnal ki is estek. 1979-ben megnyerték a lengyel kupát, ennek köszönhetően 1980-ban a Kupagyőztesek Európa-kupájában is elindulhattak.
A 2015/16-os szezonban a másodosztályt nagy fölénnyel nyerték meg.
A Gdynia stadionját 2009-ben kezdték el építeni, és 2011 februárjában adták át a közönségnek. Az új stadion 15 139 férőhelyes.
2017-ben másodszor nyerték el a lengyel kupát. A döntőig egyetlen elsőosztályú csapattal sem találkoztak, majd a döntőben azonban az a Lech Poznań volt az ellenfél, aki már sorozatban harmadszor jutott a fináléba. Az Arka végül a hosszabbítás hajrájában 2–1 arányban győzött.

## Sikerek
Lengyel Kupa
- Kupagyőztes: 1979, 2017

I liga
- Bajnok: 2015–16

## Nemzetközi kupaszereplés
| Szezon  | Bajnokság                   | Forduló | Ország   | Csapat              | Otthon | Idegenben | Össz. |
| ------- | --------------------------- | ------- | -------- | ------------------- | ------ | --------- | ----- |
| 1979–80 | Kupagyőztesek Európa-kupája | 1R      | Bulgária | Beroe Sztara Zagora | 3–2    | 0–2       | 3–4   |
| 2017–18 | Európa-liga                 | 3Q      |          |                     |        |           |       |

## Keret
2017. június 7. szerint
| #  |     | Poszt | Név                |
| -- | --- | ----- | ------------------ |
| 1  | LAT | K     | Pāvels Šteinbors   |
| 2  | POL | V     | Tadeusz Socha      |
| 3  | POL | V     | Krzysztof Sobieraj |
| 4  | POL | V     | Dawid Sołdecki     |
| 6  | POL | KP    | Antoni Łukasiewicz |
| 7  | POL | KP    | Adrian Błąd        |
| 8  | BRA | KP    | Marcus da Silva    |
| 9  | POL | CS    | Paweł Abbott       |
| 10 | POL | KP    | Mateusz Szwoch     |
| 11 | POL | CS    | Rafał Siemaszko    |
| 13 | LAT | K     | Konrad Jałocha     |
| 14 | POL | KP    | Michał Nalepa      |

| #  |     | Poszt | Név                |
| -- | --- | ----- | ------------------ |
| 17 | POL | V     | Adam Marciniak     |
| 19 | SVK | KP    | Miroslav Božok     |
| 20 | AUT | KP    | Dominik Hofbauer   |
| 21 | GER | KP    | Yannick Kakoko     |
| 23 | POL | V     | Marcin Warcholak   |
| 26 | POL | CS    | Przemysław Trytko  |
| 29 | POL | V     | Michał Marcjanik   |
| 30 | POL | K     | Arkadiusz Moczadło |
| 32 | POL | V     | Przemysław Stolc   |
| 33 | POL | V     | Damian Zbozień     |
| 45 | GEO | KP    | Luka Zarandia      |
| 77 | POL | KP    | Dariusz Formella   |

## Jelentős játékosok
| - Ensar Arifović - Joël Tshibamba - Marciano Bruma - Tadas Labukas - Arkadiusz Aleksander - Adrian Budka - Filip Burkhardt - Emil Drozdowicz - Andrzej Dybicz - Bartosz Karwan | - Łukasz Kowalski - Janusz Kupcewicz - Bartosz Ława - Olgierd Moskalewicz - Rafał Murawski - Adam Musiał - Grzegorz Niciński - Krzysztof Piskuła - Grzegorz Podstawek - Marcin Radzewicz | - Maciej Szmatiuk - Andrzej Szarmach - Marek Szyndrowski - Przemysław Trytko - Norbert Witkowski - Zbigniew Zakrzewski - Paweł Zawistowski - Dariusz Żuraw - Miroslav Božok - Andriy Hryshchenko |